# Artabotrys hongkongensis
Artabotrys hongkongensis este o specie de plante angiosperme din genul Artabotrys, familia Annonaceae, descrisă de Henry Fletcher Hance. Conform Catalogue of Life specia Artabotrys hongkongensis nu are subspecii cunoscute.